# DEPARTURES
《DEPARTURES》，是日本樂團globe的第4張單曲及其中一首代表作。1996年1月1日發行。
被譽為是小室哲哉的巔峰歌曲，不論是作曲、作詞還是編曲都達到相當的高度。挑選在元旦發行也被認為是小室對這首歌自信的表現，因為元旦假期期間一般較少人購買音樂產品。
發售後總共4個星期佔據Oricon公信榜單曲週榜冠軍，年度銷量達227.1萬張，是Oricon公信榜年度單曲銷量第2位，以不足3萬張的差距僅次於年度冠軍——Mr.Children的《無名的詩》。但是1996年度《無名的詩》與《DEPARTURES》哪首是年度單曲銷量冠軍一直存在爭議，如COUNT DOWN TV的統計就是《DEPARTURES》是年度冠軍。
總銷量達228.8萬張，獲得日本唱片協會的「2 Million」銷量認證，是日本歷代單曲銷量第15位。

## 收錄曲目
1. DEPARTURES (RADIO EDIT)
作詞、作曲、編曲：小室哲哉；MIX：Dave Ford
JR東日本「JR SKISKI」的廣告歌
2. DEPARTURES (EXTENDED MIX)
3. DEPARTURES (INSTRUMENTAL)